# Willi-Merkl-Gedächtnis-Hütte
Die Willi-Merkl-Gedächtnis-Hütte (oder kurz Willi-Merkl-Hütte) ist eine Schutzhütte der Sektion Friedberg des Deutschen Alpenvereins.

## Lage
Die Willi-Merkl-Hütte liegt im hinteren Reintal in den Tannheimer Bergen, einer Untergruppe der Allgäuer Alpen, auf dem Gemeindegebiet von Musau im Bezirk Reutte in Tirol in Österreich.

## Geschichte
Die Hütte wurde 1930 bis 1931 durch die Sektion Augsburg des Deutschen und Österreichischen Alpenvereins in direkter Nachbarschaft zur Otto-Mayr-Hütte, die der gleichen Sektion gehört, errichtet. Anlässlich der 60-Jahr-Feier der Sektion erhielt sie den Namen „Jubiläumshütte“. Zu Ehren des bei der Deutschen Himalaya-Expedition von 1934 ums Leben gekommenen Sektionsmitglieds Willi Merkl wurde die Hütte auf seinen Namen umbenannt.
1959 übergab man die Betreuung der Hütte an die 1952 gegründete Ortsgruppe Friedberg der Sektion Augsburg, die 1977 zu einer eigenständigen Sektion des DAV wurde und im Jahr 2000 die Hütte komplett von den Augsburgern erwarb.

## Aufstieg

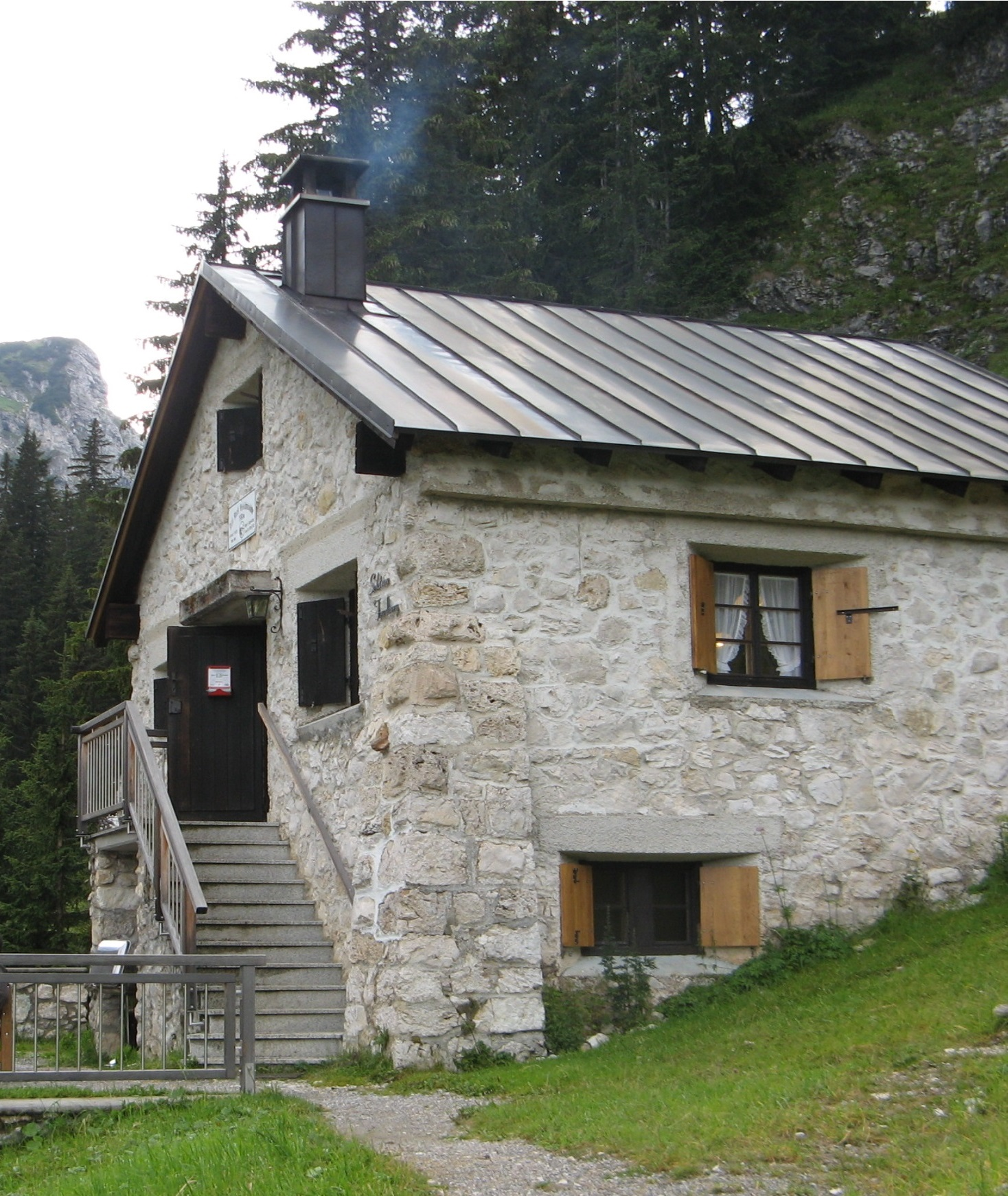
Die Willi-Merkl-Hüte der DAV-Sektion Friedberg

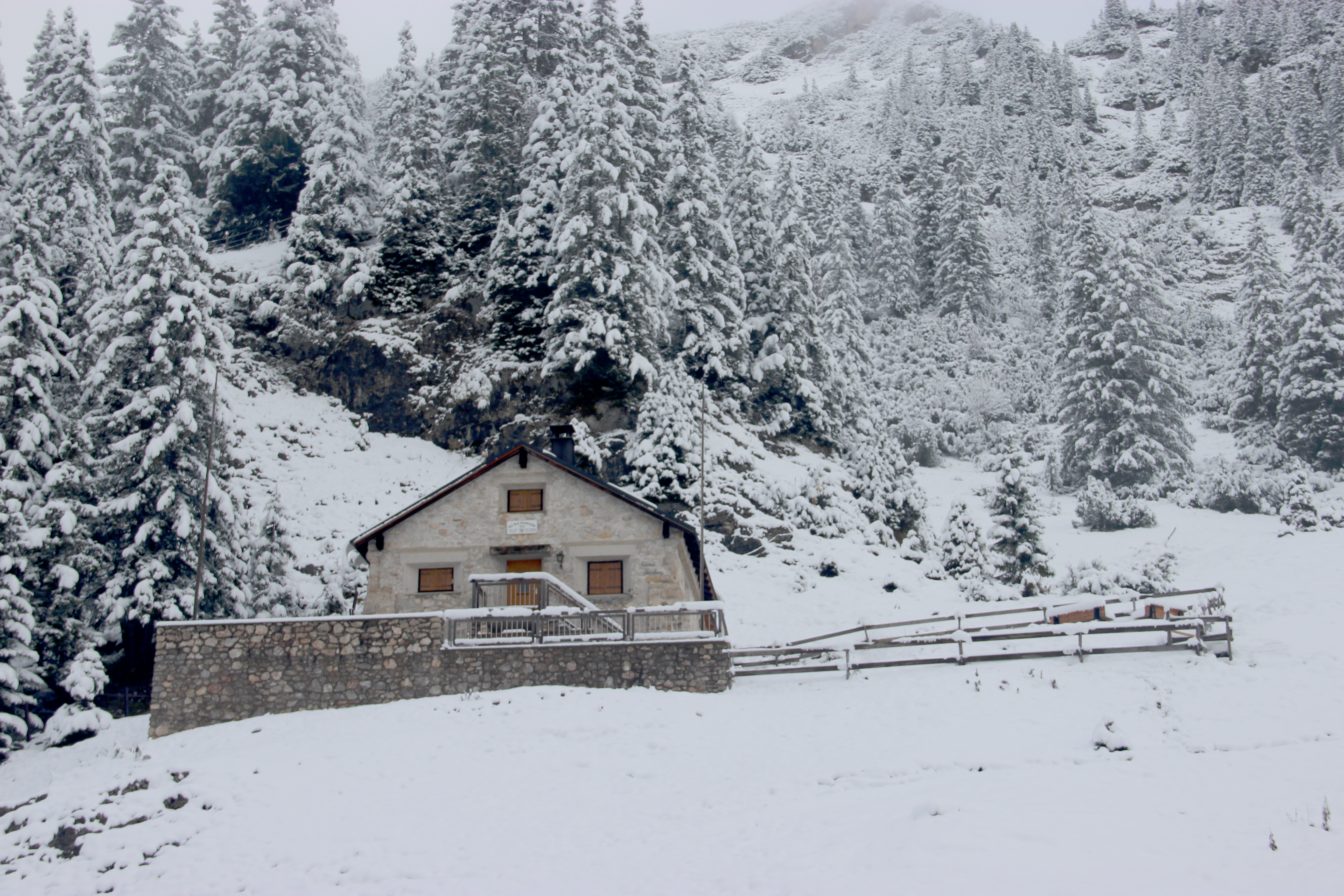
Die Willi-Merkl-Gedächtnishütte im Schnee

Es gibt verschiedene Möglichkeiten, zur Hütte zu gelangen:
- Der direkte Zugang erfolgt vom Talort Musau (821 m) auf einem kleinen Bergweg auf die Achsel, von der man einen schönen Ausblick auf das Lechtal hat. Von dort aus gelangt man auf Forststraßen über die Musauer Alm (Einkehrmöglichkeit) bis zu einem Abzweig, von dem aus ein Steig bis zur Hütte führt (Gesamtgehzeit etwa 2 bis 2½ Stunden).
- Von Grän (1138 m) im Tannheimer Tal gelangt man über das Füssener Jöchl (1818 m) zur Hütte. Den Aufstieg kann durch Benutzung der Kabinenseilbahn auf das Füssener Jöchl abgekürzt werden (Gesamtgehzeit etwa 2½ Stunden ohne oder etwa 1 Stunde mit Seilbahnbenutzung).
- Von Vils (826 m) führt eine Forststraße zur Vilser Alpe (1225 m, Einkehrmöglichkeit). Von dort aus gelangt man auf einem Bergsteig über die Vilser Scharte (1815 m) zur Otto-Mayr-Hütte. Vor der Vilser Scharte ist der Weg mit Seilen und zwei Leitern versichert und nur für trittsichere Bergsteiger zu empfehlen (Gesamtgehzeit ca. 3½ Stunden).
- Von Nesselwängle (1147 m) über Nesselwängler Scharte (Gehzeit ca. 4 Stunden)

## Gipfel
Von der Willi-Merkl-Hütte aus lassen sich einige umliegende Gipfel der Tannheimer Berge besteigen. Für Kinder ab sechs Jahren ist beispielsweise die Große Schlicke (2059 m, Gehzeit: 1½ Stunden) geeignet. Ein anderes Gipfelziel ist der Schartschrofen (1968 m, Gehzeit: 1½ Stunden). Anspruchsvolle Touren sind die Besteigung der Roten Flüh (2111 m, Gehzeit: 2 Stunden), des Gimpel (2176 m, Gehzeit: 3 Stunden) oder der Gehrenspitze (2164 m, Gehzeit: 3½ Stunden). Der höchste Berg der Tannheimer Berge, die Kellenspitze (2238 m), kann in vier Stunden erreicht werden.

## Übergang zu anderen Hütten
- Bad Kissinger Hütte (1788 m), Gehzeit: 3 Stunden
- Tannheimer Hütte (1760 m), Gehzeit: 3 Stunden
- Gimpelhaus (1659 m), Gehzeit: 2:50 Stunden
- In direkter Nachbarschaft befinden sich die Füssener Hütte und die Otto-Mayr-Hütte